# Ursula van Beckum
Ursula van Beckum, död 1544, holländsk anabaptist och adelsdam som avrättats för kätteri. Hon tillhör de mest kände holländare som avrättats av den spanska inkvisitionen. 
Hon var gift med Johan III av Beckum och svägerska till Maria van Beckum och anhängare till vederdöparna. 1542 förklarades dessa för kättare av de spanska myndigheterna i Nederländerna. Hon arresterades med sin svägerska Maria 1544. De brändes båda på bål för kätteri, vilket blev mycket uppmärksammat.    